# Karnydia laticlava
Karnydia laticlava är en insektsart som beskrevs av Bultin, R.E. Blackith och R.M. Blackith 1989. Karnydia laticlava ingår i släktet Karnydia och familjen Chorotypidae. Inga underarter finns listade i Catalogue of Life.